# Frukost i det gröna (målning av Larsson)
Frukost i det gröna är en målning från 1910–1913 av den svenske målaren Carl Larsson. Motivet är från Bullerholmen söder om Carl Larsson-gården i Sundborn. I förgrunden lyssnar Larssons dotter Lisbeth och hennes yngre bror Esbjörn på kullan Blinda Brita och den samiske mannen Jon Johansson som spelar på varsitt musikinstrument. I bakgrunden förbereder flera släktingar och tjänstefolk en utomhusfrukost.
Målningen är i olja, mäter 193 gånger 408 centimeter och tog tre år att göra. Den finns på Norrköpings konstmuseum.
År 2001 såldes en akvarellversion från 1910 för 333 750 brittiska pund genom Christie's i London. År 2007 slog ett separat delmotiv, oljemålningen Lisbeth vid björkstammen, rekord som den dyraste Carl Larsson-målningen sedan 1980-talets konstprisbubbla när den såldes för sju miljoner kronor genom Bukowskis i Stockholm. Denna målning hade varit en gåva från målaren till Lisbeth och hade funnits i familjens ägo hela tiden fram till 2007.